# 코소보 사회주의 자치주
코소보 사회주의 자치주(세르보크로아트어: Социјалистичка Аутономна Покрајина Косово, Socijalistička Autonomna Pokrajina Kosovo, 알바니아어: Krahina Socialiste Autonome e Kosovës)는 유고슬라비아 사회주의 연방 공화국의 세르비아 사회주의 공화국에 있던 두 개의 자치주 가운데 하나로, 주도(州都)는 프리슈티나였다.
이 지역은 현존하는 코소보의 전신이기도 하며, 1974년부터 1990년까지 세르비아 사회주의 공화국의 자치주와 유고슬라비아 사회주의 연방 공화국의 하나로 존재하였다.

## 같이 보기
- 코소보
- 보이보디나
- 보이보디나 사회주의 자치주
- 보이보디나 자치주 (1945년-1963년)
- 코소보 메토히야 자치주 (1946년-1974년)
- 세르비아 사회주의 공화국
- 유고슬라비아 사회주의 연방 공화국